# Herb powiatu zamojskiego
Herb powiatu zamojskiego – jeden z symboli powiatu zamojskiego, ustanowiony 23 kwietnia 2001.

## Wygląd i symbolika
Herb przedstawia na tarczy dwudzielnej w słup w polu prawym czerwonym podobiznę św. Tomasza ze złotym nimbem, ubranego w białą koszulę i zielone szaty oraz złote sandały, trzymający w prawej ręce złotą włócznię, a w lewej tarczę herbu Jelita, natomiast w polu lewym błękitnym znajduje się wspięty złoty lew w złotej koronie z czerwonym językiem, zwrócony w prawą stronę. Postać św. Tomasza z herbem Jelita na czerwonym tle nawiązuje do herbu Zamościa, świętego patrona Zamościa i herbu rodu Zamoyskich, założycieli miasta, a lew na błękitnym tle odwołuje się do herbu województwa ruskiego, na terenach którego leży dzisiejszy powiat zamojski.